# Dusona aspera
Dusona aspera là một loài tò vò trong họ Ichneumonidae.